# Указ об укреплении начал веротерпимости
«Об укреплении начал веротерпимости» (Указ от 17 апреля 1905 года, Указ о веротерпимости) — законодательный акт, именной указ императора Всероссийского Николая II Правительствующему сенату о введении в Российской империи начал веротерпимости. Подписан 17 (30) апреля 1905 года. 
Согласно Указу, всем российским подданным предоставлялось право исповедовать любое вероучение. Указом существенно изменялось правовое положение старообрядцев, сектантов, представителей иностранных и иноверных вероисповеданий. С выходом указа в России была установлена свобода выбора религии и свобода отправления религиозных обрядов, снизился уровень неравноправия религиозных обществ. Указ не устанавливал равенство между признанными в Российской империи вероисповеданиями и вероучениями, сохраняя приоритетные в государстве позиции Русской православной церкви.

## Основные принципы законодательства о вероисповеданиях в Российской империи
- Во многоконфессиональной Российской империи разрешённые законом вероисповедания подразделялись на православное (Русская православная церковь), инославные, сектантские и иноверные. Русская православная церковь имела статус господствующей, некоторые церкви (например, Евангелическо-лютеранская и Армяно-Григорианская) являлись «покровительствуемыми императором».
- Правом проведения миссионерской деятельности обладала лишь одна Русская православная церковь[4].
- Законодательство Российской империи определяло всякого подданного как человека религиозного. Каждый должен был принадлежать к какой-то религиозной общине. Атеизм и агностицизм могли присутствовать только в качестве личного мировоззрения, но при формальном сохранении принадлежности к религиозной общине.
- Законом был зафиксирован наследственный характер религиозных предпочтений: им предписывалось, что каждый подданный России, вне зависимости от сословного положения, принадлежит к тому вероисповеданию, в каком рождён и какую исповедовали его предки.
- Одним из главных ограничений религиозной свободы личности было недопущение законом свободного выбора веры, прежде всего для членов «господствующей» в Российской империи Русской православной церкви. Закон не допускал переход православного лица в иную, даже христианскую религиозную общину[5]. Выход из Православной церкви был строго запрещён[6] и считался уголовным преступлением.

## Основные нормативные акты, предшествовавшие появлению Указа о веротерпимости
Корректировка законодательства Российской империи в сторону расширения свободы вероисповедания началась с выпуска высочайшего манифеста от 26 февраля 1903 года «О предначертаниях к усовершенствованию государственного порядка». В нём констатировалось:

Мы… признали за благо укрепить неуклонное соблюдение властями, с делами веры соприкасающимися, заветов веротерпимости, начертанных в основных законах Империи Российской, которые, благоговейно почитая Православную Церковь первенствующей и господствующей, предоставляют всем подданным Нашим инославных и иноверных исповеданий свободное отправление их веры и богослужения по обрядам оной.
Идеи манифеста получили развитие в указе Сенату «О предначертаниях к усовершенствованию государственного порядка» от 12 декабря 1904 г., в котором заявлялось о намерении «подвергнуть пересмотру узаконение о правах раскольников, а равно лиц принадлежащих к инославным и иноверным
исповеданиям» (п. 6).

## Основные положения указа
Указ «Об укреплении начал веротерпимости» состоит из 17 статей.
«Наиболее важными» являлись первые три статьи указа, «принципиально менявшие
отношение государства к инославным и иноверным исповеданиям». В них констатировалось:

1) отпадение от православной веры в… другое христианское исповедание или вероучение не подлежит преследованию и не должно влечь за собой… невыгодных в отношении гражданских или личных прав последствий, причем отпавшее по достижении совершеннолетия от православия лицо признаётся принадлежащим к тому вероисповеданию или вероучению, которое оно для себя избрало;
2) при переходе одного из исповедующих одну и ту же христианскую веру супругов в другое исповедание все не достигшие совершеннолетия дети остаются в прежней вере, исповедуемой другим супругом, а при переходе обоих супругов дети, не достигшие четырнадцати лет, следуют за родителями, достигшие же сего возраста остаются в прежней религии;

3) лица, числящиеся православными, но в действительности исповедующие ту нехристианскую веру, к которой до присоединения к православию принадлежали они сами или их предки, подлежат, по желанию их, исключению из числа православных.
Согласно указу, существенно изменялось правовое положение старообрядцев, сектантов, представителей иностранных и иноверных вероисповеданий: ликвидировались ранее действовавшие ограничения, устанавливалась общая терминология в отношении всех религиозных групп, отколовшихся от Православной церкви.
Подданные Российской империи, по указу, освобождались от уголовной и административной ответственности за выбор вероисповедания. Запрещались их преследование, дискриминация и ограничения в гражданских правах по религиозному признаку. Возможность выбора веры наступала с достижением совершеннолетнего возраста. Дозволялось обращение в свою веру усыновлённых детей.

Русская веротерпимость даже после указа 17 апреля далеко ещё не является свободой совести. Этот указ… не предоставляет каждому возможность верить в то, во что он хочет… Закон 17 апреля есть…
только норма, расширяющая привилегии инославных и частью иноверных исповеданий.
— Рейснер М. А., правовед

### Положения о старообрядцах
Согласно указу (п. 1) прекратились преследования староверов — граждан «другого христианского исповедания и вероучения» и тех, кто «отпал от православной веры».
Указом (п. 5) было установлено различие между вероучениями, объединённые ранее наименованием «раскол». Они стали разделяться на 3 группы: «а) старообрядческие согласия, б) сектантство, в) последователи изуверных учений, самая принадлежность к коим наказуема в уголовном порядке».
Указом (п. 7) староверам вместо их прежнего официально употребляемого наименования «раскольники» было усвоено название «старообрядцы». Им было разрешено «отправлять своё богослужение по старопечатным книгам».
Указ содержал повеление (п. 12) распечатать ранее закрытые молитвенные дома и храмы, за исключением построенных с нарушением Строительного устава.

## Ограничения свободы вероисповедания, сохранявшиеся в законодательстве
После выхода указа продолжали действовать следующие ограничения:
- свобода совести не была введена полностью, поскольку оставался запрет перехода из христианства в нехристианские вероисповедания, сохранялось наказание за отступление от христианства;
- сохранялась система ограничений в отношении лиц, исповедующих иудейство, при этом переход евреев (иудеев) как в православие, так и в другие христианские конфессии поощрялся правительством и снимал практически все вероисповедные ограничения перешедших из иудейства;
- не предусматривалось вневероисповедное состояние;
- религиозные общества старообрядцев и сектантов наделялись правами в значительно меньшем объёме, чем представителей инославных церквей;
- старообрядческое духовенство не было уравнено в правах даже с католическим или лютеранским, официально статус старообрядческих священнослужителей не признавался до 1906 года;
- не был введён паритет между признанными в России вероисповеданиями: сохранялось неравноправное положение инославных и иноверных вероисповеданий по сравнению с «господствующей» в России Русской православной церковью, обладавшей исключительным правом религиозной проповеди, правом на духовную цензуру, на полицейскую поддержку миссионерской деятельности и прочее[3].

## Значение указа
- С выходом Указа от 17 апреля 1905 года в Российской империи была установлена ограниченная свобода вероисповеданий: свобода выбора религии и свобода отправления религиозных обрядов.
- Указ юридически закрепил права личности на переходы в рамках христианских исповеданий, допущение перехода ряда лиц из православия в одну из нехристианских вер.
- Указ распространил принципы веротерпимости на старообрядцев и сектантов, укрепил их правовой статус, предоставил старообрядцам ряд привилегий.
- Легализовались и активизировались новые протестантские конфессии (евангельские христиане, баптисты, адвентисты седьмого дня, мормоны).
- Выход указа способствовал установлению согласия в русском обществе[7], «воспитанном в убеждении о вреде старообрядческого и сектантского раскола и необходимости борьбы с ним»[3].
- Старообрядцы официально перестали называться раскольниками, им была объявлена свобода в деле отправления богослужений, строительства храмов, основания монастырей, беспрепятственной проповеди своей веры, была проведена грань между старообрядческими согласиями и сектантами[9].
- Указ от 17 апреля 1905 года был «крайне важен для религиозной свободы старообрядцев». С его выходом начался «золотой век старообрядчества», продлившийся до Революции 1917 года[9].
- Выход указа обусловил проведение амнистии для лиц, отбывавших наказания по религиозным преступлениями. Была проведена либерализация правоприменительной практики и отмена ряда административных распоряжений, стеснявших свободу вероисповедания. Вероотступничество перестало считаться преступлением[3].
- После выхода Указа о веротерпимости Русская православная церковь потеряла значительную часть своей паствы на западе империи. По официальным сведениям, в 1905—1907 годы в польских губерниях Люблинской и Седлецкой, а также в украинских и белорусских землях свыше 200 тысяч человек оставили православие, перейдя к католикам и греко-католикам (170 тысяч человек). В Поволжье имели место переходы православных в ислам (36 тысяч)[6].
- Указ расширил применение языков национальных меньшинств Российской империи, поскольку разрешал преподавание Закона Божьего в начальных школах на родном языке учащихся.
- С выходом указа Русская православная церковь де-юре лишалась своего господствующего положения и вставала в ряд с иноверными исповеданиями[3]. При этом она оказалась «единственной среди всех религиозных организаций, неразрывно связанной с государственным аппаратом православной империи»[12].
- Для части российского общества указ «Об укреплении начал веротерпимости» сыграл определённую эмоционально-психологическую роль: в период событий российской Революции 1905—1907 годов у некоторых «пошатнулась вера в царское правительство», которое якобы «отказалось» от политического покровительства православию[13].

## Дальнейшее совершенствование законодательства
Позднее были выпущены другие нормативно-правовые акты, конкретизирующие положения Указа от 17 апреля 1905 года.